# Iberia

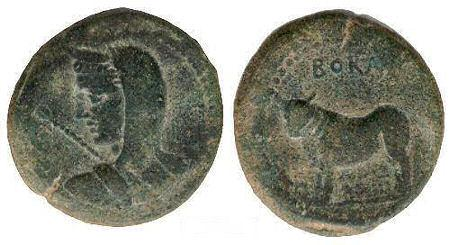
Moneda ibérica de Bora.

Iberia es el nombre con que los griegos conocían desde tiempos remotos lo que hoy conocemos como península ibérica. El historiador griego Heródoto (circa 484-425 a. C.) cita ya el topónimo Iberia para designar la península, que es conocido en todo el mundo griego.

## Introducción
El término Iberia para definir lo que hoy es la península ibérica nos ha llegado a través de los textos griegos, así como el término Hispania lo es latino, aunque los romanos también utilizaron al principio el topónimo de Iberia, e incluso le añadieron una «h»: Hiberia.
Su nombre proviene del río Íber, probablemente el actual Ebro, aunque también pudiera ser otro río de la provincia de Huelva, donde textos muy antiguos citan un río Iberus y un pueblo al que llaman iberos.
El conocimiento de la península ibérica como entidad geográfica fue un proceso lento, con retrocesos y relatos legendarios. La lejanía con el foco de la cultura antigua era notable y se desconoce cuál era el conocimiento que pudieron tener griegos y fenicios de su geografía. El interés de ambos pueblos en aquellos tiempos era simplemente económico, por tanto se supone que tal vez tendrían bastante información sobre el litoral y de algunas regiones del interior.
Los historiadores creen que el pueblo fenicio manejaba datos geográficos de gran interés para ellos y que incluso existieron textos con abundante información. Se sabe que en el siglo I a. C., el sabio y erudito rey Juba de Mauritania logró reunir una gran biblioteca con textos y literatura fenicia, y que en el año 100 de nuestra era, el geógrafo griego Marino de Tiro (Fenicia), tuvo un gran acopio de material para poder componer su mapa del orbe, mapa que sirvió en gran medida al científico Claudio Ptolomeo. Pero ni los griegos ni los romanos prestaron gran atención a estos escritos y no los conservaron ni los tradujeron, y esta es una de las razones por la que no han llegado hasta nuestros días.

## El topónimoIberia

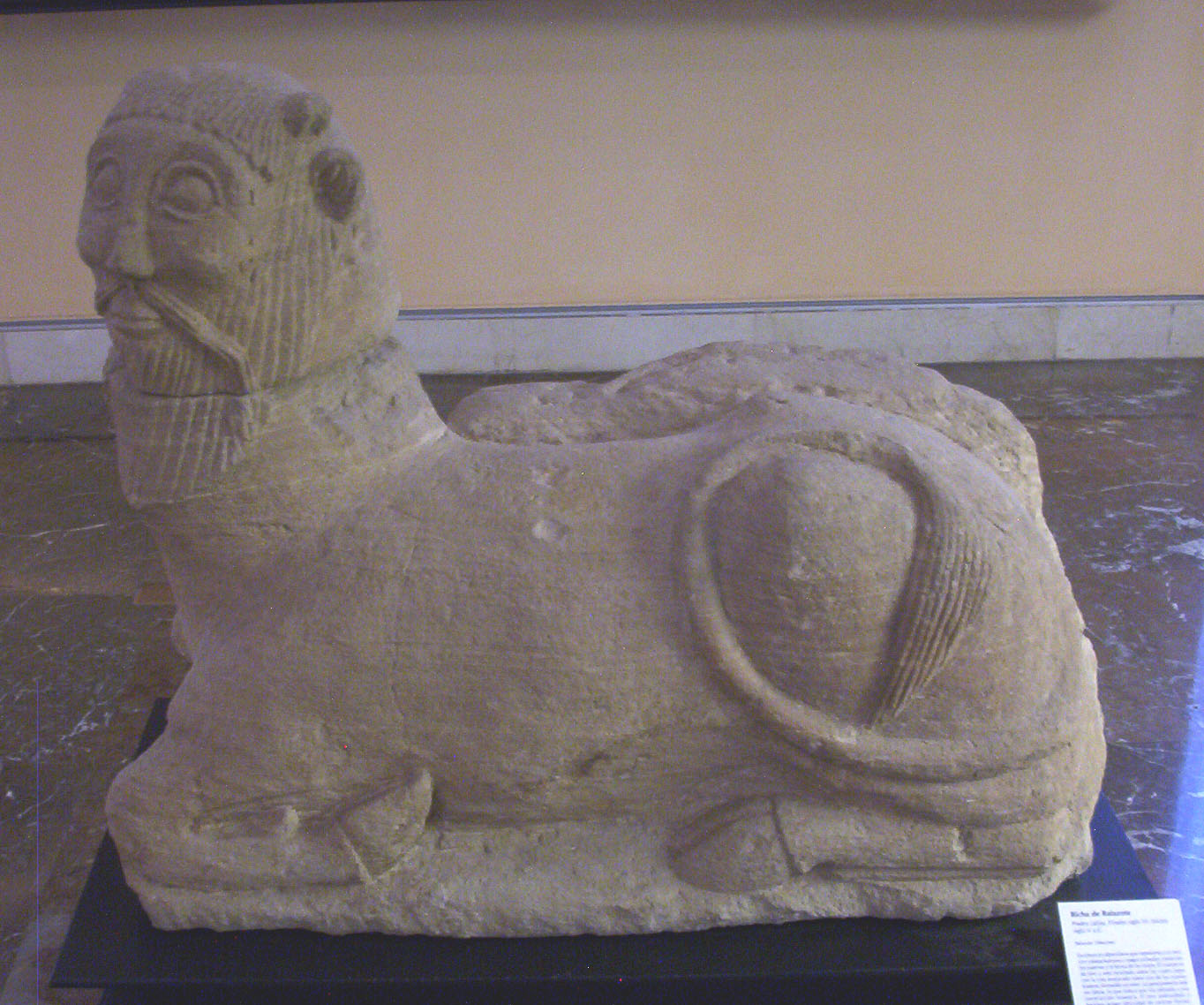
Bicha de Balazote.

El nombre de Iberia (griego antiguo Ἰβηρία Ibēríā), en un principio, solo se refería a una pequeña parte de la península: era únicamente una parte pequeña de la actual Huelva.
En tiempos del historiador griego Polibio, que estuvo en Numancia en el siglo II a. C., Iberia era solo la parte costera mediterránea de la península. Posteriormente prevaleció más el criterio geográfico que el étnico y a finales del siglo I a. C., Estrabón ya denominaba Iberia a la península, geográficamente (en su obra Geografía cuenta todo lo que sabe sobre Iberia en épocas anteriores, pero dice que en su tiempo el límite estaba ya en el Pyrene).
Apiano, a mediados del siglo II, escribió que la península era «llamada ahora Hispania en lugar de Iberia por algunos».
Se sabe que había tribus iberas en el sur de Montpellier en el siglo VI a. C., y que en el siglo V a. C. Esquilo (dramaturgo griego) escribía que «el Ródano corría por Iberia».
En el siglo V a. C., el historiador griego Heródoto, en su obra Historias, ya cita el topónimo Iberia para designar la península, si bien antes ese término fue empleado por los tartesos para definir su territorio.[cita requerida] Se baraja que el nombre proceda de un río Íber, que acaso no fue en un principio el Ebro, sino uno homónimo de la zona de Huelva (quizá el río Tinto), donde ciertos textos citan un río Iberus, y un pueblo, al que llaman ibero, pues tanto los griegos como los púnicos conocieron antes y mejor las costas meridionales de la península que las levantinas.
El mundo griego de la Antigüedad conoce con ese nombre los límites del Ecúmene, del griego oikumene (oιkoυμενη) o «mundo conocido»: al oeste, Iberia la península; al este la Iberia caucásica, pues el mismo Estrabón también llamaba iberos a otro pueblo en la actual Georgia. El río Maritsa en Bulgaria se llama también 'Evros', y en turco 'Meriç', la raíz significaría 'beber', y al modo en que en la península hay unos cuantos ríos llamados hoy 'Flumen', río en Latín, se encontrarían topónimos semejantes a "Ebro" de la Iberia caucásica a la peninsular, como hay un río "Muga", 'frontera' en euskera, en los Pirineos Orientales, el río Jalón tuvo el mismo papel de frontera entre celtíberos y vascones. Si hay alguna relación entre estos dos pueblos iberos o si es solo una coincidencia de nombres es una cuestión abierta.
Se cree que la voz iber es de origen íbero, siendo así como este pueblo nombraba a los ríos en general. Así era llamado el río Tinto y así debía de ser llamado también el actual Ebro, que ha conservado el topónimo. Desde Andalucía hasta el Ródano hay una gran familia de ríos que, de alguna manera, conservan el iber. El topónimo Iliberris o Ileberris, que se da tanto en la Narbonense como en Granada, es reconocible en la lengua vasca, y se refiere a ciudad y río, pero aún no ha sido probado que el ibero fuera un idioma ancestral del vasco.

## Geografía de Iberia
Durante los siglos V, IV y III a. C., la época de menor número de viajes de los griegos, las noticias que tiene el mundo clásico sobre la península ibérica son bastante vagas y a veces hasta falsas.
A la llegada de los romanos a la península ya se considera como Iberia toda la costa del Mediterráneo.
Los griegos conocían muy bien puntos muy concretos como el estrecho de Gibraltar, que ellos llamaban Stelai (se sobreentendía Heracleous). Stelai es «columnas» en griego, por eso los romanos lo tradujeron y llamaron al lugar Columnae Herculis («Columnas de Hércules»). Conocían también los Pirineos, a los que llamaban Pyrene, en singular. Tenían una idea poco real de la orientación de la cordillera, la cual ubicaban en sentido norte-sur.
Polibio fue un historiador griego del siglo II a. C. que vivió un tiempo en la península. Polibio dice textualmente:

Se llama Iberia a la parte que cae sobre Nuestro Mar (Mediterráneo), a partir de las columnas de Heracles. Mas la parte que cae hacia el Gran Mar o Mar Exterior (Atlántico), no tiene nombre común a toda ella, a causa de haber sido reconocida recientemente.
Polibio

Los tres primeros tratados que hubo sobre la geografía de Iberia fueron los escritos por Mela (en latín), Plinio el Viejo (en latín) y Estrabón (en griego). Mela y Plinio, según cuenta Estrabón, llegaron a conocer muy bien las costas del norte y noroeste. Estrabón por el contrario nunca estuvo en la península. Todo lo que escribió fue a partir de fuentes de numerosos geógrafos e historiadores añadiendo además la gran información que recibía de la milicia y gente de la administración de Roma. Sus escritos son quizás menos científicos en cuanto a términos empleados se refiere, pero son los más amenos y los que mejor han llegado a nuestros días. Escribió un buen tratado llamado Geografía, cuyo tercer volumen es el que está dedicado a trazar los pormenores de la península ibérica: ríos, montañas, límites, costas, poblaciones, ciudades, cultivos, rasgos culturales, navegantes, pobladores… Es aquí donde utiliza el término piel de toro: «Iberia se parece a una piel de toro, tendida en sentido de su longitud de Occidente a Oriente, de modo que la parte delantera mire a Oriente y en sentido de su anchura del septentrión al Mediodía».
El cuarto de los escritores que dedicaron sus conocimientos a la descripción geográfica de Iberia fue el científico Claudio Ptolomeo, un siglo después de los anteriores. En sus famosas tablas geográficas ofrece un cuadro casi completo con infinidad de topónimos. Ptolomeo es el que garantiza un mayor interés geográfico y matemático.
Estos cuatro escritores son la base de los conocimientos geográficos de la península ibérica de la Antigüedad.

## Demografía

### Etnografía
Gracias a los autores clásicos grecorromanos tenemos extensivas listas de pueblos y agrupaciones étnicas de la península, aunque frecuentemente los datos de sus relaciones históricas y filogenéticas no son claros.

### Lenguas

Grupos lingüísticos de Iberia hacia el

Iberia tal como es definida en los documentos griegos era una región además de culturalmente diversa, lingüísticamente diversa. Las lenguas de la región están considerablemente peor documentadas que las de la antigua Italia, por lo que su número exacto se desconoce y la inteligibilidad mutua entre las hablas de diferentes pueblos no se conoce. En términos generales las lenguas de Iberia se pueden agrupar en tres grupos:
- Lenguas de los colonizadores, que básicamente se habrían usado extensivamente cerca de la costa y de enclaves comerciales
- Lenguas autóctonas indoeuropeas, entre estas se encuentran las lenguas hispanoceltas que estaban relacionadas filogenéticamente, el lusitano y el sorotáptico (conjeturado sobre la base de topónimos) y el antiguo europeo (conjeturado sobre la base de hidrónimos).
- Lenguas autóctonas preindoeuropeas que no formarían un grupo filogenético y probablemente representaban familias lingüísticas diferentes: tartésica-turdetánica, vasco-aquitana e ibérica.

## Citas
Estrabón se refiere a la península ibérica:

Con el nombre de Ibería los primeros griegos designaron todo el país a partir del Rhodanos y del istmo que comprenden los golfos galáticos; mientras que los griegos de hoy colocan su límite en el Pyrene y dicen que las designaciones de Iberia e Hispania son sinónimas.
Estrabón, Geografica III, 4, 19

Sin embargo, antes, en el libro segundo, Estrabón hace referencia a los iberos caucásicos:

Podemos hablar de cosas referentes a los que habitan la región del Kaukasos, los iberes.
Estrabón, Geografica II, 5, 12